# 人身搜查
各種司法管轄區的警察有公開搜查人員（也稱為搜身）的權力，例如搜查武器、毒品或失竊的物品。此條目主要是指被搜查者沒有被逮捕或羈押的情形。

## 英格蘭及威爾斯
英格蘭及威爾斯警方賦與警察權力可以搜查武器、毒品、失竊物品，恐怖主義有關的證據，或是其他犯罪的證據，這稱為拦截和搜查（stop and search）权
。

## 美國
美國憲法第四修正案目的在禁止無理搜查和扣押，要求要有相當理由才能進行搜查。因此只有特定情形下，才能在沒有相當理由下進行搜查。
美國警察可以在有合理懷疑犯罪行為將發生，或是懷疑自身可能遇到危險的情形下，在別人的衣服外進行粗略的搜查（滞留及拍身搜查，stop and frisk），尋找武器，不過目的是為保護警察及公共的安全，這是在特里訴俄亥俄州案案後給與警察的權力。不過根據迪克森案的判例，警方若拍身搜查發現不是武器的證物（例如毒品），無權取出。若發現武器時，警方有權將武器從對方的衣服中取出。